# Christian Bleyhoeffer
Christian Bleyhoeffer (* 13. Dezember 1933; † 28. März 2018 in Berlin) war ein deutscher Theaterschauspieler, Regisseur, Hochschullehrer, Synchron- und Hörspielsprecher.

## Leben
Christian Bleyhoeffer wurde 1933 als Sohn der Schauspielerin Lieselotte Bleyhoeffer in der Nähe von Hannover geboren und wuchs ab dem dritten Lebensjahr in Berlin auf. Begünstigt durch den Beruf seiner Mutter, stand er bereits im Alter von fünf Jahren in mehreren Kinderrollen auf verschiedenen Berliner Theaterbühnen. Ab 1945 wirkt er als Sprecher in Hörspielen beim RIAS Berlin und dem NWDR sowie in verschiedenen Synchronstudios. Er gehörte mit zu den Gründungskindern der beliebten „Onkel Tobias“-Sendungen, die viele Jahre jeden Sonntag um 10:00 Uhr vom RIAS Berlin ausgestrahlt wurde. Da seine Mutter Anfang der 1950er Jahre am Theater der Freundschaft als Souffleuse arbeitete, zogen sie von West-Berlin nach Ost-Berlin. Von 1952 bis 1955 absolvierte er ein Schauspielstudium an der Staatlichen Schauspielschule Berlin, um anschließend an verschiedenen Theatern der DDR Engagements als Schauspieler anzutreten.
Ab 1963 begann Christian Bleyhoeffer im Friedrich-Wolf-Theater in Neustrelitz als Regisseur zu arbeiten, was er ab 1964 am Theater der Altmark in Stendal und 1965 bei den Landesbühnen Sachsen mit Sitz in Radebeul weiter ausbaute, bis er ab 1967, nach Ausbildungen bei Benno Besson, Manfred Wekwerth und Horst Schönemann, nur noch als Regisseur arbeitete. So wurde er später Oberspielleiter bei den Bühnen der Stadt Gera, am Friedrich-Wolf-Theater Neustrelitz und am Landestheater Altenburg. An der Theaterhochschule Leipzig absolvierte er eine Ausbildung zum Theaterwissenschaftler. Nach der Wende widmete er sich wieder verstärkt an verschiedenen Bühnen der Tätigkeit als Schauspieler. Aber er gründete auch im Jahr 2000 das FUGA-Theater, an dem er insgesamt für 18 Inszenierungen verantwortlich war. Christian Bleyhoeffer wirkte als Dozent an der Rostocker Filiale der Hochschule für Schauspielkunst „Ernst Busch“ Berlin und an der Berliner Kunsthochschule Weißensee sowie als Schauspielpädagoge an der Transform Schauspielschule Berlin.
1982 verstarb seine Lebensgefährtin Ursula Boock, die Theaterwissenschaftlerin und Chefdramaturgin der Städtischen Bühnen Erfurt.

## Theater

### Schauspieler
- 1940: Oskar Lange-Lüderitz: Tischlein deck‘ dich, Esel streck‘ dich, Knüppel aus dem Sack (Knüppel) – Regie: Franz Körber (Petri-Gemeindehaus Berlin)
- 1947: Oskar Blumenthal/Gustav Kadelburg: Im weißen Rößl – Regie: Georg Siegert (Theater in der Franz-Mehring-Straße Berlin)
- 1948: Variete: Mit Thalia gegen Frau Sorge – Musikalische Leitung: Richard Kayser (Renaissance-Theater Berlin)
- 1948: Jewgeni Schwarz nach Hans Christian Andersen: Die Schneekönigin – Regie: Eduard Matzick (Haus der Kultur der Sowjetunion)
- 1955: Konstantin Issajew//Alexander Galitsch: Fernamt, bitte melden – Regie: Karl Urich (Kreistheater Annaberg)
- 1956: André Birabeau: Das Paradies – Regie: Gerhard Pröhl (Kreistheater Annaberg)
- 1956: Hans Lucke: Kaution – Regie: Gerhard Pröhl (Kreistheater Annaberg)
- 1957: Friedrich Wolf: Patrioten – Regie: Franz Berres (Kreistheater Annaberg)
- 1957: Klaus Eidam: Der fliegende Teppich – Regie: Hans-Diether Meves (Kreistheater Werdau)
- 1958: Eugène Scribe: Das Glas Wasser – Regie: Hans-Diether Meves (Kreistheater Werdau)
- 1958: Carlo Goldoni: Der Diener zweier Herren – Regie: Hans-Diether Meves (Kreistheater Werdau)
- 1958: Friedrich Wolf: Die Matrosen von Cattaro – Regie: Gerhard Heinemann/Helmut Wenzlau (Theater der Altmark Stendal)
- 1959: Hans José Rehfisch: Oberst Chabert – Regie: Walter Wystemp (Theater der Altmark Stendal)
- 1959: Hanuš Burger/Stefan Heym nach Mark Twain: Tom Sawyers großes Abenteuer – Regie: Helmut Wenzlau (Theater der Altmark Stendal)
- 1959: Friedrich Schiller: Kabale und Liebe (Ferdinand) – Regie: Hans Felder (Theater der Altmark Stendal)
- 1960: Peter Karvaš: Diplomaten – Regie: Walter Wystemp (Theater der Altmark Stendal)
- 1960: Harald Hauser: Im himmlischen Garten – Regie: Walter Wystemp (Theater der Altmark Stendal)
- 1960: Johann Wolfgang von Goethe: Clavigo – Regie: Kurt Rabe (Theater der Stadt Cottbus)
- 1960: Carlo Goldoni: Der Lügner – Regie: Peter Leder (Theater der Stadt Cottbus)
- 1961: Pedro Calderón de la Barca: Dame Kobold – Regie: Günter Wolf (Theater der Stadt Cottbus)
- 1961: Johannes R. Becher: Die Winterschlach – Regie: Kurt Rabe (Theater der Stadt Cottbus)
- 1962: Tone Brulin: Die Hunde (Assistent Swart) – Regie: Günter Wolf (Theater der Stadt Cottbus)
- 1962: Friedrich Schiller: Die Räuber – Regie: Julius Theurer (Friedrich-Wolf-Theater Neustrelitz)
- 1962: Alexei Arbusow: Eine Geschichte aus Irkutsk  – Regie: Erhard Kunkel (Friedrich-Wolf-Theater Neustrelitz)
- 1962: Gerhart Hauptmann: Der Biberpelz – Regie: Karl-Ludwig Treu (Friedrich-Wolf-Theater Neustrelitz)
- 1963: Gerhard Jäckel: Die Wahnmörderin – Regie: Ruth Heucke-Langenscheidt (Friedrich-Wolf-Theater Neustrelitz)
- 1964: William Shakespeare: Hamlet – Regie: Albert R. Pasch (Theater der Altmark Stendal)
- 1965: Bertolt Brecht: Der kaukasische Kreidekreis – Regie: Wolfgang Heiderich (Landesbühnen Sachsen Radebeul)
- 1965: Károly Szakonyi: Denn Du bist mein Leben – Regie: Wolfgang Heiderich (Landesbühnen Sachsen Radebeul)
- 1967: Wladimir Bill-Belozerkowski: Sturm – Regie: Wolfgang Heiderich (Landesbühnen Sachsen Radebeul)
- 1991: Max Frisch: Graf Öderland (Mörder) – Regie: Jockel Baumann (Zan Pollo Theater Berlin)
- 1992: Anton Tschechow: Der Waldschrat – Regie: Ilona Zarypow (Zan Pollo Theater Berlin)
- 1994: Nach Albert Christel: Apokalypse unserer Tage – Regie: Isabella Mamatis (Theater Zerbrochene Fenster Berlin)
- 1994: Marguerite Duras: Die englische Geliebte / L’amante anglaise – Regie: Jan Reffei (Fly & Dream Goethe Theater Berlin)
- 1996: Harald Mueller: Totenfloss – Regie: Peter Lackner (Vaganten Bühne Berlin)
- 1999: Carlo Goldoni: Diener zweier Herren (Dottore Lombardi) – Regie: Daniel Tharau (Theater Z in der Klosterruine Berlin)
- 2010: Gotthold Ephraim Lessing: Nathan der Weise (Nathan) – Regie: Andre Nicke (Stadttheater Cöpenick Berlin)

### Regisseur
- 1963: Miroslav Stehlik nach Nikolai Ostrowski: Der Weg ins Leben (Friedrich-Wolf-Theater Neustrelitz)
- 1964: Horst Kleineidam: Millionenschmidt (Theater der Altmark Stendal)
- 1964: Carlo Coldoni: Der Diener zweier Herren (Theater der Altmark Stendal)
- 1965: Helmut Sakowski: Sommer in Heidkau (Landesbühnen Sachsen Radebeul)
- 1965: Lope de Vega: Dieses Wasser trink ich nicht (Landesbühnen Sachsen Radebeul)
- 1965: James Gowe/Arnoud D'Usseau: Tiefe Wurzeln (Landesbühnen Sachsen Radebeul)
- 1966: Friedrich Schiller: Don Carlos (Landesbühnen Sachsen Radebeul)
- 1967: Friedrich Schiller: Der Parasit (Landesbühnen Sachsen Radebeul)
- 1967: Arthur Miller: Tod eines Handlungsreisenden (Landesbühnen Sachsen Radebeul)
- 1967: Gottfried Grohmann: Kurier der schwarzen Jäger (Husarenstreiche) (Landesbühnen Sachsen – Felsenbühne Rathen)
- 1968: Lajos Mesterházi: Das elfte Gebot (Landesbühnen Sachsen Radebeul)
- 1969: Jewgeni Schwarz: Der Schatten (Landesbühnen Sachsen Radebeul)
- 1969: Johann Wolfgang von Goethe: Iphigenie auf Tauris (Landestheater Altenburg)
- 1970: Maxim Gorki: Wassa Schelesnowa (Landestheater Altenburg)
- 1970: Franz Freitag: Der Egoist (Landestheater Altenburg)
- 1970: Friedrich Wolf: Beaumarchais oder Die Geburt des Figaro (Landestheater Altenburg)
- 1971: Gottfried Fischborn: Mildernde Umstände: Keine (Landestheater Altenburg)
- 1971: Jan Drda: Das sündige Dorf oder Der vergessene Teufel (Landestheater Altenburg)
- 1971: William Shakespeare: König Richard II. (Landestheater Altenburg)
- 1972: Friedrich Schiller: Die Räuber (Landestheater Altenburg)
- 1973: Rudi Strahl: Keine Leute, keine Leute (Bühnen der Stadt Gera – Theaterrestaurant)
- 1973: Euripides: Medea (Bühnen der Stadt Gera)
- 1973: William Shakespeare: Romeo und Julia (Bühnen der Stadt Gera)
- 1974: Gerhart Hauptmann: Der Biberpelz (Landesbühnen Sachsen Radebeul)
- 1974: Eugen Eschner: König Jörg (Bühnen der Stadt Magdeburg)
- 1975: Aleksander Fredro: Die Jovialskis (Gerhart-Hauptmann-Theater Görlitz-Zittau)
- 1975: Leon Kruczkowski: Der Tod des Gouverneurs (Friedrich-Wolf-Theater Neustrelitz)
- 1976: Friedrich Wolf: Die Zeche zahlt Koritke (Friedrich-Wolf-Theater Neustrelitz)
- 1977: Shelagh Delaney Bitterer Honig (Friedrich-Wolf-Theater Neustrelitz)
- 1977: William Shakespeare: Ein Sommernachtstraum (Friedrich-Wolf-Theater Neustrelitz)
- 1977:Ariano Suassuna: Das Testament des Hundes oder das Spiel von Unserer Lieben Frau der Mitleidvollen (Friedrich-Wolf-Theater Neustrelitz)
- 1978: Werner Heiduczek: Marc Aurel oder Ein Semester Zärtlichkeit (Friedrich-Wolf-Theater Neustrelitz)
- 1978: Gerhart Hauptmann: Der Biberpelz (Friedrich-Wolf-Theater Neustrelitz)
- 1979: Alexei Arbusow: Das Märchen vom alten Arbat (Friedrich-Wolf-Theater Neustrelitz)
- 1979: Friedrich Wolf: John D. erobert die Welt (Friedrich-Wolf-Theater Neustrelitz)
- 1980: Molière: Der gesunde Kranke (Theater der Bergarbeiter Senftenberg)
- 1980: Molière: Georg Dandin oder Der gefoppte Ehemann (Landesbühnen Sachsen Radebeul)
- 1981: Heiner Maaß: Drei Musketiere – Regie mit Gertrude Schareck (Landesbühnen Sachsen – Felsenbühne Rathen)
- 1982: Sophokles: Elektra (Landestheater Altenburg)
- 1983: Jewgeni Schwarz: Der Drache (Landestheater Altenburg)
- 1985: Ivan Bukovcan: Ehe der Hahn kräht (Landestheater Altenburg)
- 1986: Anton Tschechow: Drei Schwestern (Landestheater Altenburg)
- 1987: István Örkény: Katzenspiel (Bühnen der Stadt Magdeburg)
- 1987: Alexander Gelman: Die Endestunterzeichnenden (Bühnen der Stadt Zwickau)
- 1989: Volker Braun: Die Übergangsgesellschaft (Gerhart-Hauptmann-Theater Görlitz-Zittau)
- 1990: Alexander Berghaus nach Rudyard Kipling: Das Dschungelbuch (Uckermärkische Bühnen Schwedt)
- 1991: Oliver Bukowski: Die Halbwertzeit der Kanarienvögel (Uckermärkischen Bühnen Schwedt)
- 1994: Nach Fjodor Dostojewski: Der Tag als Jesus kam (Theater Schlot Berlin)
- 1997: Ariano Suassuna: Das Testament des Hundes (Magma-Theater Berlin)
- 2001: Dario Fo: Erzengel flippern nicht (Theater Fuga Berlin)
- 2005: Friedrich Schiller: Don Carlos (Theater Brotfabrik Berlin)
- 2017: Wilhelm Jacoby Carl Laufs: Pension Schöller (Theater Fuga Berlin)

## Hörspiele
- 1947: Unbekannt: Franz Schubert. Drei Bilder aus dem Leben des Komponisten – Regie: ? (Hörspiel, 3 Teile – RIAS Berlin)
- 1947: William Saroyan: Mein Herz ist im Hochland – Regie: Otto Kurth (Hörspiel – NWDR)
- 1947: Hans Fritz Köllner: Eine Fahrt in den Frühling (Ete) – Regie: Hanns Korngiebel (Kurzhörspiel – RIAS Berlin)
- 1948: Jon Van Druten: So war Mama (Hotelpage) – Regie: Otto Kurth  (Hörspiel – NWDR)
- 1948: H. G. Wells: Die Zeitmaschine – Regie: Friedrich Joloff (Hörspiel – RIAS Berlin)
- 1949: Unbekannt: Es war einmal – Regie: Fritz Wendhausen (Kurzhörspiel – RIAS Berlin)
- 1950: Marianne Langewiesche: Die Bürger von Calais (Knabe) – Regie: Erich Köhler (Hörspiel – NWDR)